# Заморожування ґрунтів
Заморожування ґрунтів (порід) — спосіб проведення гірничих виробок у водоносних породах, при якому на деякій відстані від контуру виробки бурять низку свердловин до водотривких порід і обладнують їх заморожуючими колонками, якими циркулює холодоносій. При цьому утворюється льодопорідна стінка, що захищає виробку на час проведення від проривів води (пливунів). Після закінчення проведення виробки та закріплення її постійним водонепроникним кріпленням дія З.ґ. припиняється.
3.ґ. набуло поширення завдяки добре розвиненій наук.-техн. базі.

## Сибірський спосіб
Метод відомий з 1837 р. як «Сибірський спосіб», описаний Олександром Шренком. Велике поширення 3.ґ. отримало крім Росії також в Польщі (за його допомогою споруджено понад 35 % шахтних стовбурів). У Великій Британії, Франції, Нідерландах з 1945 із застосуванням З.ґ. пройдено по 5-10 стовбурів сер. глиб. до 200 м, в Бельгії 3.ґ. проводилося на глиб. 620 м. У Канаді на калійному руднику здійснена проходка стовбура глиб. 914 м; навколо стовбура діаметром 4,88 м було пробурено 27 заморожуючих свердловин. Відстань між свердловинами становила 1,2 м. Для заморожування застосовувалися низькотемпературні холодильні установки сумарною потужністю до 3,5 МВт.